# Station Bare Lane
Bare Lane is een spoorwegstation in Engeland. 